# Tamra Smith
Tamra Smith (23 de julio de 1974) es una jinete estadounidense que compite en la modalidad de concurso completo.
Ganó una medalla de plata en el Campeonato Mundial de Concurso Completo de 2022 y una medalla de oro en los Juegos Panamericanos de 2019, ambas en la prueba por equipos.

## Palmarés internacional
| Campeonato Mundial   | Campeonato Mundial          | Campeonato Mundial | Campeonato Mundial |
| Año                  | Lugar                       | Medalla            | Categoría          |
| -------------------- | --------------------------- | ------------------ | ------------------ |
| 2022                 | Pratoni del Vivaro (Italia) | Medalla de plata   | Por equipos        |
| Juegos Panamericanos |                             |                    |                    |
| Año                  | Lugar                       | Medalla            | Categoría          |
| 2019                 | Lima (Perú)                 | Medalla de oro     | Por equipos        |